# Dent County
Dent County is een county in de Amerikaanse staat Missouri.
De county heeft een landoppervlakte van 1.952 km² en telt 14.927 inwoners (volkstelling 2000). De hoofdplaats is Salem.